# Bela Tschekurischwili
Bela Tschekurischwili (georgisch ბელა ჩეკურიშვილი, Bela Chekurishvili; * 25. Dezember 1974 in Gurdjaani, Georgien) ist eine georgische Lyrikerin. Sie lebt in Berlin und Bonn.

## Leben
Bela Tschekurischwili wuchs bei ihrer Großmutter, einer Biologielehrerin, in Vachnadziani in der Nähe der Stadt Gurdjaani auf, während ihre Eltern und Geschwister in Tbilisi lebten. Die Landschaft um Gurjaani, in Kachetien/Ostgeorgien gelegen, ist für ihren Weinanbau und ihre Melonen- und Pfirsichplantagen bekannt.
Tschekurischwili studierte Georgische Sprache und Literatur an der Universität Tbilisi und arbeitete als Journalistin für verschiedene Zeitschriften und Zeitungen in Georgien. Außerdem war sie als Lehrerin für Literatur tätig. In ihrer Freizeit war sie begeisterte Bergsteigerin.
2013 begann sie ein Studium der Germanistik und Komparatistik an der Universität Bonn, das sie mit dem Master of Arts abschloss.
Erste Gedichte von Bela Tschekurischwili erschienen 1989 in Georgien. Heute schreibt sie auf Georgisch und Deutsch. Ihre Gedichte wurden ins Russische, Italienische, Französische und Englische übersetzt. Neben Alltagssituationen beschreibt sie als Vertreterin der Generation der 1990er Jahre in ihren Gedichten auch das Echo der Kriege (Bürgerkrieg in Tbilisi, Krieg in Abchasien und Samachablo /
Südossetien) und andere politische Ereignisse in Georgien, soziale Probleme, Krankheit und Verlust. Häufig geht es in ihren Versen auch um das Selbstbefinden von Frauen, Dichterinnen, Müttern – war doch die georgische Poesie jahrhundertelang von Männern dominiert.
Seit 2016 übersetzt sie Gedichte zeitgenössischer deutscher Autorinnen und Autoren ins Georgische und publiziert in der georgischen Literaturpresse.

## Veröffentlichungen

### In Georgien
- Entweder-Oder (Gedichte). Leta Publishing, Tbilisi 1998.
- Offene Briefe (Gedichte). Meridiani Publishing, Tbilisi 2009.
- Fragen an Sisyphos (Gedichte). Diogene Publishing, Tbilisi 2012.
- Dedektor der Nacktheit (Gedichte). Intelekti Publishing, Tbilisi 2017.
- Rheinische Aufzeichnungen (Kurzgeschichten). Intelekti Publishing, Tbilisi 2017.
- Nanas Pferd (Gedichte). Intelekti Publishing, Tbilisi 2021.

### Auf Deutsch
- Wir, die Apfelbäume, Verlag Das Wunderhorn, Heidelberg 2016.
- Barfuß. Verlag Das Wunderhorn, Heidelberg 2018.
- Das Kettenkarussell. Verlag Das Wunderhorn, Heidelberg, 2021.

(Nachdichtungen der drei Bände von Norbert Hummelt.)

### Künstlerbücher
- Picknick am Berg. Mit Grafiken von  Zoppe Voskuhl. Corvinus Presse, Berlin 2018.
- Mein kleines Insektarium. Mit Grafiken von Hans Scheib. Distillery Verlag, Berlin 2022.

### Internationale Veröffentlichungen in Anthologien und Kunstbüchern
- Ausstellungskatalog (Gedichte). Georgisch-Deutsche Gesellschaft,  Tbilisi 2014.
- Ich aber will dem Kaukasos zu ... Eine Anthologie georgischer Lyrik. Pop Verlag,  Ludwigsburg 2015.
- Aus der Ferne. Neue georgische Lyrik. Anthologie. Corvinus Presse,  Berlin 2015.
- Begegnung mit Pirosmani V.
- Dichterinnen aus Georgien (bilinguale georgisch-englische Anthologie). Cezanne Printing House,  Tbilisi 2016.
- COMMON SENSE. Almanach für Kunst und Literatur (Gedichte). Edition Augenweide,  Bernburg 2017.
- Anthologie der stummen Buchstaben, ungewöhnliche Geschichten aus der zeitgenössischen georgischen Literatur (Sessiz Harfler Antolojisi Çağdaş Gürcü Edebiyatından Sıra Dışı Öyküler). Kalem Kültür Yayınları,  Istanbul 2017.
- Jahrbuch der Lyrik 2017. Verlag Schöffling & Co., Frankfurt am Main 2017.
- Entführung in die Antike. Neue Geschichten um griechische Mythen. PalmArtPress, Berlin 2019.
- Ausstellungskatalog „Unterwegs“. Knecht Verlag, Landau 2019.
- Grand Tour. Eine Reise durch die junge Lyrik Europas. Hanser Verlag, München 2019.
- Das vertrocknete Gesicht des Mondes. Kurzgeschichten von zeitgenössischen georgischen Schriftstellerinnen. Lietuvių literatūros ir tautosakos institutas, Vilnius 2021.
- Modern Poetry in Translation. The best of world poetry, No. 1. Clean Hands (Magazine), Charlesworth Press,  Wakefield 2021.
- Der Osten leuchtet. Dielmann Verlag, Frankfurt am Main 2022.
- ein zwitscherndes ein klingendes licht. Neue Gedichte und Bilder vom Frühling. Edition Bildperlen, Münster 2024.

## Herausgeberschaften
- Säe den Weizen, Ukraine. Lyrik zum Krieg aus der Ukraine und Georgien (Mitherausgeberin), KLAK Verlag, Berlin 2022
- Gastspiel für Mickey Mouse. Pop und Poesie in Georgien. Eine Anthologie. Dağyeli Verlag, Berlin 2025. ISBN 978-3-910948-08-2

## Übersetzungen (Auswahl)
- Ulrike Almut Sandig: ich bin ein Feld voller Raps verstecke die rehe und leuchte wie dreizehn ölgemälde übereinandergelegt. Lyrikband, Verlag Meridiani, Tbilisi 2023.
- Sabine Schiffner: Wunder. Lyrikband, Verlag Meridiani,  Tbilisi 2024.

## Stipendien
- 2023: Stipendium im Rahmen des Programms „Neustart Kultur“ 2023 für die Übersetzung des Lyrikbandes von Ulrike Almut Sandig ich bin ein feld voller raps verstecke die rehe und leuchte wie dreizehn ölgemälde übereinandergelegt (Verlag Schöffling &Co., Frankfurt am Main 2016.)
- 2025: Radial-Arbeitsstipendium des Deutschen Übersetzerfonds für die Übersetzung des Lyrikbandes von Norbert Hummelt: Sonnengesang (Luchterhand Literaturverlag, München 2020.)

## Interviews
- Doris Liebermann: Ein Portrait der Dichterin Bela Chekurishvili, RBB Zeitpunkte, 18. Juni 2018.
- „Nur das Gefühl der Gemeinsamkeit kann diese Angst neutralisieren“, literaturoutdoors.com, Berlin, 10. August 2021.
- Teilnahme an Interviews mit anderen Autoren bei StAnza 2021, Scotland’s poetry festival.